# ساختمان کم‌مصرف

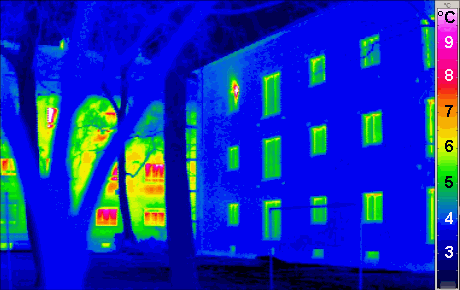
دمانگاری نشان دهنده تفاوت اتلاف انرژی گرمایی از پنجره‌های یک ساختمان کم مصرف در مقایسه با یک ساختمان عادی

یک ساختمان کم مصرف به هر نوعی از ساختمان گفته می‌شود که طراحی، فناوری‌ها و مصالح ساختمانی مصرفی آن از کارمایهٔ کمتری از هر منبعی نسبت به یک خانهٔ سنتی یا خانه‌های معمول کنونی استفاده می‌کند. در تجربهٔ طراحی و معماری معقول در ساختمان کم مصرف، منظره سازی با انرژی کافی در خانه‌های کم مصرف اغلب از تکنیک‌های طراحی ساختمان کنشگر و کنش پذیر خورشیدی بهره می‌برند و از مؤلفه‌هایی برای کاهش مصرف انرژی استفاده می‌کنند.

## کاربرد کلی
معنای اصطلاح خانهٔ کم مصرف در طول زمان تغییر کرده‌است، اما در اروپا به‌ طور کلی به خانه‌ای گفته می‌شود که در حدود نیمی از استانداردهای کم مصرف آلمان یا سوئد را مصرف کند که برای گرمایش فضا استفاده می‌شود که معمولاً در دامنهٔ ۳۰ تا ۲۰ کیلووات ساعت/متر مربع آمپر قرار می‌گیرد. برای مصرف کمتر از این مقدار اصطلاح فوق کم مصرف بکار می‌رود. این اصطلاح همچنین به هر مسکنی که مصرف انرژی آن کمتر از استانداردهای خواسته شده از سوی کدهای ساختمان کنونی باشد، گفته می‌شود. به دلیل این که استانداردهای ملی به نحو چشمگیری در سرتاسر جهان متفاوت هستند، پیشرفت‌های مصرف کم انرژی در کشوری ممکن است نیازهای عملی را در کشور دیگر مرتفع ننماید.

## استانداردهای ملی
در برخی کشورها این اصطلاح به یک استاندارد خاص ساختمان مربوط می‌شود. این استانداردها به‌طور ویژه به دنبال محدود کردن مصرف انرژی برای گرمایش فضا هستند، زیرا در بسیاری از مناطق آب و هوایی مصرف زیاد انرژی را نشان می‌دهد. مصرف سایر انرژی‌ها را نیز می‌توان قاعده مند کرد. تاریخچهٔ طراحی ساختمان خورشیدی کنش پذیر (غیرفعال) یک نگاه بین‌المللی به شکل پیشرفت و استانداردهای ساختمان کم مصرف ارائه می‌دهد.

### اروپا
یک خانه کم مصرف در آلمان دارای محدوده‌ای معادل با ۷ لیتر روغن گرمایشی برای متر مربع اتاق برای گرمایش فضا سالانه ۵۰ کیلووات ساعت /متر مربع آمپر دارد. در سوئیس این اصطلاح در رابطه با استاندارد MINERGIE (42 کیلووات ساعت /مترمربع آمپر یا Btu/ft²/yr 13300 یا minergie –p بکار می‌رود.
استاندارد فوق کم مصرف آلمان در قیاس با اتخاذ روش کنونی در سایر کشورهای اروپایی، دارای بیشترین میزان گرمایش فضا به مقدار kWh/m²a/year 15یا Btu/ft/yr 755/4 است.
یک منزل کنش پذیر ۱۰- در حال ساخت در ایرلند دارای PHPP با ارزیابی مستقل به میزان kW/m²/year 5/9 است. شکل ساخت آن نیز موضوع انرژی تعیین شده را بعهده دارد که به نحو چشمگیری چرخهٔ دی اکسیدهای کربن آزاد شده را حتی با منازل کم مصرف منحرف می‌کند.

### آمریکای شمالی
در ایالات متحده آمریکا، برنامهٔ ستارهٔ انرژی بزرگترین برنامه‌ای است که منازل و مصالح مصرفی کم مصرف را تعریف می‌کند. منازلی که گواهینامهٔ ستارهٔ انرژی را دریافت می‌کنند، دست کم ۱۵٪ کمتر از استانداردهای ساخت منازل جدید تحت نظارت کد بین‌المللی مسکن، انرژی صرف می‌کنند، با این حال این منازل عموماً به ۲۰ تا ۳۰ درصد صرفه جویی دست می‌یابند.
علاوه بر این، دپارتمان انرژی ایالات متحده در سال ۲۰۰۸ برنامه‌ای را با هدف اشاعهٔ ساخت و ساز منازلی با کاربری انرژی صفر در سراسر ایالات متحده راه‌اندازی کرده‌است. هم‌اکنون سازنده‌های مشارکتی در صدد ساخت منازل جدیدی هستند که به ۳۰٪ صرفه جویی در مقیاس درجه‌بندی مصرف انرژی یک خانه برسند.

## ساختمان‌های با مصرف انرژی صفر در ایران
فراتر از ساختمان‌های فوق کم مصرف که به‌طور میانگین در یک دورهٔ یک ساله مصرف می‌کنند، هرچند هیچ گزارشی از ساختمان‌های با مصرف انرژی صفر یا آن‌هایی که انرژی اضافه تولید می‌کنند، منتشرنشده‌است که ساخته شده یا در حال ساخت باشد، اما باید متذکر شد که در سال ۱۳۹۰ اولین خانه از این نمونه در ایران تحت عنوان ساختمان‌های با مصرف انرژی صفر برنامه‌ریزی و طراحی شده‌است. از طرفی اولین ساختمان اداری با مصرف انرژی صفر در ایران که یک ساختمان ۲۶ طبقه است با تغییراتی در طرح اولیه تحت عنوان یک تجربه بشری در مجله پرتیراژ EDC در آمریکا توسط آقای دنیش والش در ۲۸ نوامبر ۲۰۱۱ منتشر شد.
این امر می‌تواند با ترکیبی از فناوری‌های صرفه جویی در مصرف انرژی و استفاده از منابع انرژی تجدید شونده محقق شود. با این حال، با فقدان استانداردهای مشخص شده، ترکیب بین این‌ها و در نتیجهٔ مقدار مصرف انرژی و تأثیر زیست‌محیطی ساختمان می‌تواند به نحو چشمگیری متفاوت باشد.
در یک سمت این طیف، ساختمان‌هایی با گرمایش محیط فوق کم مصرف قرار دارند که به این ترتیب به مقادیر اندک انرژی ورودی حتی در زمستان نیاز دارند که به ایدهٔ ساختمان خودگردان نزدیک می‌شوند.
در سمت دیگر این طیف، ساختمان‌هایی قرار دارند که تلاش‌های چندی برای کاهش مصرف گرمایش فضا و مقادیر زیاد انرژی وارده در زمستان صورت گرفته‌است. در حالیکه این امر را می‌توان با تولید مقادیر زیاد انرژی‌های تجدید شونده در خلال سال تأمین و متوازن ساخت، اما تقاضای زیادی را در زیرساخت انرژی سنتی ملی در فصل زمستان که اوج مصرف است، تحمیل می‌کند.
- ساختمان با مصرف انرژی صفر
- عایق سازی بهینه
- تولید انرژی اضافی

## فناوری مصرف کم انرژی

### مقدمه
ساختمان‌های کم مصرف معمولاً از مقادیر زیادی عایق سازی، پنجره‌های دو جداره، نفوذ هوای اندک و تهویه و بازیابی گرمایی برای کمتر کردن انرژی مصرفی سرمایش و گرمایش سود می‌برند. این ساختمان ممکن است از تکنیک‌های طراحی خورشیدی کنش پذیر با تکنیک‌های خورشیدی کنش‌گر استفاده کنند. این منازل ممکن است از فناوری‌های چرخهٔ گرمایی آب داغ برای بازیابی گرما از آب داغ دوش یا ظرف‌شویی‌ها بهره ببرند. مصرف انرژی روشنایی و متفرقه با روشنایی فلوئورسنت و دستگاه‌های کارآمد کم مصرف تأمین می‌شود. سایند هوا، آگاهی بیشتری دربارهٔ کارآمدی فزایندهٔ انرژی ساختمان فراهم می‌کند.
منازل کنش پذیر لازم است به کل میزان تغییر هوای ساختمان بیش از 6/0 ac/hr تحت آزمون افزایش و کاهش تعمدی فشار هوا در دست کم 50 p بیشتر نباشد، برسند.
ویژگی مهم ساختمان‌های فوق کم مصرف اهمیت فزایندهٔ اتلاف گرما از طریق اتصال گرمایی خطی درون سازه است. عدم حذف مسیرهای گرمایی از سطوح گرم به سرد (اتصالات) شرایطی را برای ایجاد چگالش بینابینی درون سازه به وجود می‌آورد و به‌طور بالقوه به مشکلات جدی اعم از رشد قارچ و پوسیدگی منجر می‌شود. نفوذی نزدیک به صفر از طریق پایه‌های ساختمان تلف می‌شود و به جابجایی هوا نیز برای خشک شدن سازه نمی‌توان متکی بود و یک تحلیل خطر چگالش کامل با تمام جزئیات توصیه می‌گردد.

### پیشرفت‌هایی در گرمایش، سرمایش، تهویه و گرمایش آب
- یخچال جذبی
- گرمایش خورشیدی زمین گرمایی سالیانه
- لوله‌های خنک‌کنندهٔ زمینی
- لولهٔ گرمایش زمین گرمایی
- تهویهٔ بازیابی گرما
- بازیافت گرمای آب داغ مصرفی
- سرمایش کنش پذیر
- گرمای تجدید شونده
- ذخیره‌سازی انرژی گرمایی فصلی (stes)
- تهویه هوای خورشیدی
- آب گرم خورشیدی
- لوازم خورشیدی

### طراحی و دورنمای انرژی خورشیدی کنش پذیر
طراحی ساختمان خورشیدی کنش پذیر و منظره سازی با انرژی کافی از خانهٔ کم مصرف در صرفه جویی انرژی پشتیبانی می‌کند و توانایی یکپارچه کردن همسایگان و محیط زیست را دارد. با پیگیری تکنیک‌های ساختمان خورشیدی کنش پذیر، در نقاطی که امکانپذیر است، با هم به شکل مجوعه در می‌آیند تا از واحد سطح کاسته شود و پنجره‌های اصل به سمت خط استوا- جنوب در نیمکرهٔ شمالی و پنجره‌هایی به سمت شمال در نیمکرهٔ جنوبی برای به حداکثر رساندن دسترسی به انرژی خورشیدی کنش پذیر طراحی شوند. با این حال مصرف انرژی خورشیدی بدست آمده، به ویژه در مناطق آب و هوایی معتدل برای به حداقل رساندن نیازهای کلی انرژی منزل انتخاب دوم به‌شمار می‌رود. در مناطق آب و هوایی که نیاز به کاهش انرژی گرمایی خورشیدی تابستان است، اعم از منابع مستقیم یا بازتابشی، می‌توان این کار را با Brise Soleil , درختان، سایبان‌های پیوسته با درختان تاک، باغ‌های عمودی، سقف‌های سبز، و تکنیک‌های دیگر تعدیل نمود.
منازل کم مصرف را می‌توان از مواد چگال یا سبک وزن ساخت اما جرم داخلی گرمایی معمولاً هماهنگ با کاهش دما در اوج گرمای تابستان است و دماهای زمستان را ثابت نگاه می‌دارد و از گرمای زیاد در بهار یا پاییز پیش از آن که سایه‌های بلند زاویهٔ خورشید در میانهٔ روز روی دیوار هستند و از پنجره نفوذ می‌کنند، پیشگیری می‌کند. رنگ دیوار خارجی تا جایی که سطح اجازه می‌دهد، به منظور بازتاب یا جذب بستگی به دمای محیط بیرون دارد. استفاده از درختان برگ ریز یا گیاهان چسبنده یا بستن شاخه‌های تاک می‌تواند در مناطق آب و هوایی و نه در دماهای بسیار زیاد کمک‌کننده باشد.
- منظره سازی معقول
- معماری مناظر قابل دوام
- فضای سبز قابل دوام
- دارای قابلیت جذب آب باران
- حفظ آب

### روشنایی و لوازم برقی
برای به حداقل رساندن کل مصرف انرژی، بسیاری از تکنیک‌های روشنایی روز کنش گر و کنش پذیر نخستین راه حل روشنایی روز پر کاربرد هستند. برای روزهای کم نور، فضاهای کم نور و شب هنگام، استفاده از طراحی روشنایی خلاقانهٔ کافی با منابع انرژی کم مانند لامپ‌های ترکیبی فلوئورسنت با ولتاژ استاندارد و روشنایی جامد با لامپ‌های LED (دیود گسیل کنندهٔ نور)، لامپ‌های LED ارگانیک و دیود گسیل نور ارگانیک (دیودهای پلیمری گسیل کنندهٔ نور)، حباب هاب برقی کم ولتاژ، هالیدهای فلزی ترکیبی و لامپ‌های زنون و هالوژن مناسب است.
روشنایی خورشیدی بیرونی، امنیت و روشنایی مناظر با باتری‌های فتوولتائیک در هر اسبابی یا اتصال به یک سیستم مرکزی پانل خورشیدی برای نیازهای باغ‌ها و فضاهای باز در دسترس هستند. سیستم‌های کم ولتاژ را می‌توان برای روشنایی‌های بیشتر کنترل شده یا مستقل مورد استفاده قرار داد که برق کمتری نسبت به لامپ‌ها و لوازم معمولی برقی مصرف می‌کنند. لامپ‌های زمان دار، حساس به حرکت و حس گرهای نور طبیعی از مصرف انرژی می‌کاهند و جلوگیری از آلودگی نوری برای تنظیم فضای منزل مهم است.
محصولات مصرفی و لوازم خانگی که تحت آزمون‌های مصرف انرژی قرار گرفته‌اند و برچسب مصرف کم انرژی دریافت کرده‌اند، برای مصرف در منازل مناسب هستند. برچسب انرژی ستاره و انرژی اقتصادی مثال‌هایی از این دست هستند.
- روشنایی کم مصرف
- پنجره‌ها
- روشنایی
- حفظ و صرفه جویی انرژی
- انرژی جایگزین